# 安德森穹
77°54′S 163°26′E / 77.900°S 163.433°E
安德森穹（英語：Anderson Knoll），是南極洲的穹丘，位於維多利亞地的斯科特海岸，屬於格拉尼特穹丘的一部分，以美國地質調查局的土木工程人員命名，現時由南極條約體系管理。